# Circeo bianco
Il Circeo bianco è un vino DOC la cui produzione è consentita nella provincia di Latina.

## Caratteristiche organolettiche
- colore: giallo paglierino più o meno intenso
- odore: vinoso, caratteristico, delicato
- sapore: secco o amabile, armonico, sapido, fresco

## Produzione
Provincia, stagione, volume in ettolitri
- nessun dato disponibile